# Emoia flavigularis
Emoia flavigularis — вид сцинкоподібних ящірок родини сцинкових (Scincidae). Мешкає у Папуа Новій Гвінеї та на Соломонових Островах.

## Поширення і екологія
Emoia flavigularis мешкають на островах Бугенвіль, Шуазель, Шортленд, Фауро, Нова Джорджія, Санта-Ісабель, Нггела і Малаїта в архіпелазі Соломонових островів. Вони живуть в густих, незайманих тропічних лісах, на висоті до 400 м над рівнем моря.